# Сясянь
Сяся́нь (кит. упр. 夏县, пиньинь Xià xiàn) — уезд городского округа Юньчэн провинции Шаньси (КНР). Название уезда связано с тем, что Юй Великий — основатель династии Ся — выделил эти места в удел своему сыну Ци, который построил здесь свою столицу.

## История
При империи Цинь эти места вошли в состав уезда Аньи (安邑县). Во времена узурпатора Ван Мана уезд был переименован в Хэдун (河东县), но при империи Восточная Хань было возвращено прежнее название. При империи Северная Вэй уезд был разделён на уезды Наньаньи (南安邑县) и Бэйаньи (北安邑县). При империи Северная Чжоу уезд Бэйаньи был переименован в Ся.
В 1949 году был создан Специальный район Юньчэн (运城专区), и уезд вошёл в его состав. В 1954 году Специальный район Линьфэнь был объединён со Специальным районом Юньчэн (运城专区) в Специальный район Цзиньнань (晋南专区). В 1958 году уезд был расформирован, но в 1961 году образован вновь. В 1970 году Специальный район Цзиньнань был расформирован, а вместо него образованы Округ Линьфэнь (临汾地区) и Округ Юньчэн (运城地区); уезд вошёл в состав округа Юньчэн. В 2000 году постановлением Госсовета КНР округ Юньчэн был преобразован в городской округ Юньчэн.

## Административное деление
Уезд делится на 6 посёлков и 5 волостей.